# Bioréacteur jetable
 (octobre 2010).
Un bioréacteur jetable est une chambre de culture stérile conçue en matériel polymérique, approuvé par la Food and Drug Administration (FDA). Après avoir rempli le bioréacteur de milieu de culture et d'inoculum avec l'organisme de production, la fermentation désirée commence.

## Historique
En 1963, Falch et Hedenon créent le premier sac bioréacteur jetable. Ils réussissent à cultiver Bacillus subtilis, Escherichia coli et Serratia marcescens, et adaptent leur système pour mettre sur le marché le premier bioréacteur jetable en 1972 : le Hollow fiber bioreactor. Il permet la production d'anticorps à petite échelle : 100 mg environ.
Depuis 1995, avec les évolutions techniques, les bioréacteurs jetables ne cessent d'évoluer, et prennent ces dernières années une place considérable sur le marché depuis que les « stirred tank bioreactors » peuvent être remplacés par ce type de bioréacteur à usage unique.
Quand la production du produit et sa récupération sont terminées, le plastique ayant servi à la culture est jeté.
Dans les bioréacteurs statiques en sacs jetables, la formation de produits et la croissance des cellules sont causées exclusivement par les phénomènes de conduction et les processus de réaction se passant à l'intérieur du sac de culture, ainsi que ses interactions avec l'environnement.
La puissance intérieure générée est responsable du transfert d'énergie et de masse et de ce fait, de la croissance cellulaire et/ou de l'expression des produits dans des bioréacteurs dynamiques. Les bioréacteurs en sac sont le plus généralement utilisés pour les cultures de cellules animales et humaines. Ils peuvent être classés dans les bioréacteurs en sacs statiques, mécaniquement conduits avec des bioréacteurs mis sous vibration, vibromixés ou à agitation induite par vague, et bioréacteurs en sac hybrides où les agitations mécanique et pneumatique sont combinées.

## Les différents modèles de bioréacteurs jetables
Il est plus judicieux de distinguer les différents types de bioréacteurs par leur principe de mélange ou leur contenant de culture. Les bioréacteurs peuvent être statiques ou agités. Les bioréacteurs agités peuvent l'être mécaniquement (basculement, rotation, vibrations) ou pneumatiquement (lit d'air, bullage).
Cette étude va décrire les principaux types de bioréacteurs jetables et insister sur ceux qui ont un impact majeur dans le domaine des biotechnologies jetables. Cette liste n'est pas exhaustive. De plus, les bioréacteurs jetables étant plus flexibles que les bioréacteurs traditionnels, ils peuvent être plus ou moins adaptés par l'utilisateur, selon ses besoins.

### Bioréacteurs en sac statique
Ces bioréacteurs sont très simples et sans instrument pour le contrôle en cours de fermentation.
Ces appareils sont petits et sont très présents sur le marché à l'heure actuelle. Ils sont surtout utilisés pendant les pré-cultures, les criblages, ou même en production où ils sont utilisés en parallèle.

#### Sac bioréacteurs statiques
Le sac de culture perméable au gaz représente le modèle le plus vieux et le plus simple des appareils de culture fermés.
Malgré ses différentes applications à l'échelle du laboratoire et de la clinique, ces bioréacteurs sont limités à une densité cellulaire faible, avec au bout du compte un faible volume de cellules, de l'ordre du millilitre.
Les systèmes existants diffèrent par la taille et le type de polymère et sont idéaux pour l'expansion cellulaire, la différenciation, et le refroidissement des cellules.
Les bouteilles cylindriques (roller bottle ou roller flask) et les bioréacteurs à multiples plateaux peuvent être des milliers branchés en parallèle, pour la production d'ErythroPOïétine (EPO) par exemple.
L'automatisation industrielle peut remplacer les opérations manuelles avec le RollerCell de Cellon.
Cependant, certaines limites, comme la nécessité d'alimentation par fed batch engendre un risque de contamination plus élevé. Également, dans les flacons ou dans les microplaques, une surface restreinte pour l'expansion cellulaire limite la croissance cellulaire, avec en plus l'impossibilité pour l'utilisateur de contrôler par moniteur le microenvironnement de la culture, qui nécessite alors un appareillage externe, comme un incubateur à CO2.

#### Bioréacteurs à deux chambres
Les bioréacteurs à deux chambres sont de petits systèmes bioréacteurs avec deux membranes de dialyse pour séparer l'espace de culture du réservoir de milieu de culture. Ils sont caractérisés par leur forte production volumétrique. Le Mini PERM system de Vivascience, ou le CellLine de Integra Biosciences sont très efficaces à l'échelle du laboratoire, produisant jusqu'à plusieurs centaines de milligrammes d'anticorps monoclonaux (mAc).

### Bioréacteurs agités mécaniquement
Généralement, un bioréacteur agité mécaniquement est un environnement très hétérogène tant en termes de propriétés turbulentes qu'en termes de concentration. De manière schématique, plus on injecte loin de l'agitateur, plus l'hétérogénéité de concentration est importante. En outre, on observe parfois des zones mortes où le transfert d'oxygène est limité, comme dans les bioréacteurs à agitation centrifuge. Mais les sacs bioréacteurs agités sont préférés car ils fabriquent de la biomasse et des produits à des taux plus élevés. En effet, la valeur du coefficient de transfert volumétrique (KLxa) augmente quand le taux d'aération est plus fort et le milieu est plus homogène qu'en système statique.

#### Spinner flasks
Les Spinner flasks jetables (flacons plastiques agités) sont des petits bioréacteurs avec système d'agitation, qui peuvent être utilisés pour des procédés en développement, surtout pour tester les milieux de culture et l'alimentation.

#### Stirred bag bioreactorou bioréacteurs agités
Les stirred tank bioreactors non jetables sont les bioréacteurs actuellement les plus utilisés, notamment à l'échelle industrielle. Les modèles jetables sont entrés sur le marché en 2006, et font l'objet de brevets.
Il est devenu de plus en plus commun de voir des bioréacteurs jetables en sac plastiques ou wave bioreactor remplacer les stirred tank bioreactors.
L'engouement pour ce type de bioréacteur est attribué à la récente mise sur le marché du stirred bioreactor benchtop system comme le Mobius CellReady 3 L Bioreactor. Le premier modèle est entré sur le marché en 2006.
Aucune information bibliographique ne compare les bioréacteurs standards en acier inoxydable aux bioréacteurs jetables (caractéristiques hydrodynamiques, transfert d'oxygène…) sauf pour le mixing stirring Single Use Bioreactor (SUB) de 250 L. Cependant, la qualité et la quantité des produits obtenus sont les mêmes que ceux obtenus avec le bioréacteur en acier équivalent. Et pour assurer des résultats comparables, le ratio hauteur-diamètre est maintenu à 1,5:1.
Leur principe est similaire aux traditionnels récipients en acier inoxydable, cela permet de faciliter le transfert dans des bioréacteurs en acier de plus gros volume. La géométrie du récipient et les systèmes d'agitation sont une réplique des modèles traditionnels en acier.
Le sac de culture est intégré dans un récipient support permanent en acier inoxydable équipé d'une ceinture chauffante,. Ceci étant, cette ceinture met en revanche plus de temps pour adapter la température à un certain niveau, dû à une surface de contact réduite en comparaison au tank bioréacteur agité conventionnel.
Ces bioréacteurs sont principalement destinés à la culture de cellules animales (insectes et mammifères) pour la production de mAc et de vaccins.
Il existe quelques différences entre eux au niveau de la culture, du principe d'agitation et du contrôle de la température.
Ils possèdent des agitateurs axiaux ou des tubes préinstallés, ainsi que des instruments d'agitation classiques tels que les microasperseurs ou les asperseurs à tuyau ouvert ou en anneau, des filtres à gaz, des ports pour l'intégration de sondes et des ports série,.
Ils ont leur propre unité de mesure et de contrôle, offrant la possibilité de contrôler les différents paramètres de la culture. Cependant, il faut insérer les sondes stérilement dans certains systèmes.
Le mode d'alimentation par fed batch peut être automatisé et une densité cellulaire supérieure à 106 cellules par millilitre peut être supportée,.
Pour le mode d'alimentation en continu, le bioréacteur peut être équipé d'un appareil externe de rétention de cellules : le pneumatic Centritech system de Xcellerex a été testé sur 200 L et 1 000 L. Ce type de bioréacteur peut également être branché en parallèle.

#### Bioréacteur avec vibromixer
La puissance du bioréacteur peut être régulée par l'amplitude et la fréquence de l'agitation. L'élément clef est l'arbre oscillant vertical creux avec disques perforés, lequel est soudé au sac plastique flexible. Le sac contient les détecteurs jetables pour la mesure du pH et/ou de l'oxygène dissous. Le mouvement de disques coniques perforés induit un flux axial dans le sac, lequel remue et aère le milieu de culture et les cellules. Avec ce système, il n'y a pas de formation de vortex. Un KLxa allant de 26 à 82h-1 peut être obtenu dans un bioréacteur de 2 L.

#### Plateformes d'agitation par bercement, renversement, ou à cale
Les systèmes d'agitation par vagues sont les plus avancés pour la fermentation biopharmaceutique ou la culture de cellules mammifères. Ils sont surtout utilisés en fermentation batch et fed batch. Des équipements peuvent être ajoutés pour retenir les cellules et permettre une alimentation perfusée en continu.
Ce type de bioréacteur a été développé en 1996 et est disponible commercialement depuis 1998, avec le Wave Bioreactor System20. C'est lui qui a poussé au développement des bioréacteurs jetables,. BioWave & Wave Reactor de AppliFlex sont les plus utilisés aujourd'hui. La distribution du temps de résidence montre qu'opérer en bioréacteur à agitations par vagues en mode d'alimentation continue peut être décrit comme modèle idéal de bioréacteur agité.
Le plus gros système existant aujourd'hui a une contenance de 1 000 l chez GE Healthcare, contenant au maximum 650 L de milieu effectif. Il est possible de remplir davantage le sac si on utilise un stirred-tank bioreactor à usage unique avec de l'oxygène actif et différentes techniques de mélange telles que la turbine Rushton ou l'hélice.
En dehors de la possibilité d'augmenter la taille du sac pour accroître la production, il est possible de faire fonctionner plusieurs sacs en parallèle. C'est le principe du Tsunami bioreactor.

### Bioréacteurs agités pneumatiquement

#### Colonne à bulle
Le Slug Bubble consiste en un tube plastique flexible vertical rempli à 80 % de sa hauteur par le milieu de culture. L'agitation et l'aération sont réalisés avec la génération intermittente de larges bulles de gaz au fond du système qui remontent ensuite au sommet. Ces bulles prennent toute la largeur du tube. Le dessous de la bulle est caractérisé par une forte agitation.
Le Slug Bubble Bioreactor de Nestlé ou le Plastic Lined Bioreactor, sont utilisés pour la culture de cellules végétales. Les deux utilisent une colonne à bulles pour un volume de culture allant jusqu'à 100 L.

#### Airlift reactor
Le système à lit d'air jetable est composé d'un film plastique pré-stérilisé laissant passer la lumière. L'agitation est réalisée par les bulles d'air. Les problèmes de cisaillement et de mousse dus à la rigidité de la cellule végétale et à sa taille sont réduits. Les systèmes tels que le CellMaker de Cellexus sont plus flexibles dans le principe de l'agitation et conduisent à un plus large spectre d'application. Ils peuvent fonctionner comme un bioréacteur à airlift seul ou en combinaison avec un système d'agitation interne pour les cultures de cellules de mammifère.

### Systèmes hybrides

#### Bioréacteur en sac hybride (Hybrid bag bioreactor)
Le mélange et l'aération sont réalisés en utilisant le flux d'air d'un tube asperseur et deux hélices induites magnétiquement. Le bouillon de cellules est aéré depuis la base du sac.
Des mouvements de transvasements garantissent les échanges gazeux avec l'espace supérieur du sac, lequel peut être indépendamment aéré avec les mélanges gazeux.
Le flux, en appliquant une pression sur l'espace supérieur du sac réduit, pendant le transfert de masse, la formation excessive de mousse. Le transfert de masse d'oxygène est ainsi augmenté.
En revanche, l'oxygène et le pH ne sont pas mesurés en continu.

### Hollow fiber bioreactor
Le Hollow fibre bioreactor ou bioréacteur à fibres creuses est utilisé depuis 1972, dans son ancienne version, comme foie artificiel pour la dialyse de patients cliniques.
Dans ce bioréacteur, les cellules croissent à haute densité à l'intérieur d'une cartouche. Elles sont gardées vivantes pendant une longue période de temps à travers un milieu circulant en continu dans des fibres organiques creuses en forme de tubes capillaires d'un diamètre de 0,1  à   2 mm,,.
Les cellules, étant plus ou moins immobilisées, tolèrent de plus fortes concentrations de produits (par exemple en benzène ou en toluène) et ont un métabolisme plus efficace (jusqu'à 16 fois plus élevé pour la dégradation du benzène).
C'est le premier bioréacteur jetable du marché ayant une bonne capacité de production. Cependant, bien que ce système soit pionnier dans les bioréacteurs jetables, il n'a pas les mêmes performances que les technologies de l'acier inoxydable ou les sacs bioréacteurs mécaniquement agités. Les applications sont très limitées aujourd'hui.
L'utilisation d'un bioréacteur à fibres creuses est destinée seulement à l'obtention d'une forte densité cellulaire alimentée en perfusion continue,,.
Néanmoins, la capacité commerciale maximale disponible est de 2,5 l, avec 20 cartouches de fibres creuses branchées en parallèle. Par conséquent, leur utilisation est limitée à des petits volumes pour les diagnostics in-vivo ou la biopharmaceutique. Ils sont aussi utilisés pour produire des substances nouvelles à petite échelle, évitant le développement d'une fabrication sophistiquée.
Le système est caractérisé par un milieu de culture indépendant et par une culture alimentée par ruissellement. Cela permet la rétention des cellules et du produit dans la chambre de culture. La séparation est réalisée avec les espaces capillaires internes et externes de la cartouche de fibres. Le système a deux cycles de fonctionnement indépendants. Le premier permet un flux continu de milieu de culture à travers les fibres creuses et l'oxygénateur (circulation de milieu). Le second traverse l'espace extra-capillaire, également appelé espace de culture, et est utilisé pour les procédures d'inoculation et de récolte du produit.
Puisque la récolte est indépendante du débit d'alimentation, la concentration du produit peut être ajustée. Cela est un avantage pour les produits instables, pour surmonter l'inhibition du produit (plus grand débit de récolte) ou pour réduire le volume de récolte (plus petit débit de récolte).
Des réacteurs de seconde génération ont été développés pour améliorer la membrane. Ils sont équipés d'une chambre d'expansion pour chaque cycle de fonctionnement dans laquelle la pression en gaz peut être sélectivement augmentée (jusqu'à 100 mmHg). Cela assure un contrôle de la pression transmembranaire offrant un transfert de masse plus important que celui obtenu par simple diffusion. Le flux transmembranaire peut être ajusté jusqu'à six fois le volume de culture cellulaire par heure.
La surface de la membrane est étudiée pour qu'il n'y ait pas d'encrassement pendant au moins 60 jours de culture. Durant la culture, une rotation de la cartouche assure l'exposition alternative des cellules à l'oxygène et au milieu de culture pour permettre des apports en nutriments suffisants, l'évacuation des déchets et la récolte du produit,. Le tube protège les cellules du stress dû au cisaillement, avec une rotation douce.
Le plus petit bioréacteur de ce type a un volume de 100 ml et peut être branché avec sept autres bioréacteurs en parallèle. Un bioréacteur de 10 l est recherché pour la production de matériel préclinique et d'investigations cliniques.
Il existe également des bioréacteurs de 100 l sur le marché et un volume de 400 l est envisagé.

### LeSuperSpinner D1000
Le SuperSpinner D1000 est basé sur le principe des fibres organiques creuses enroulées autour de pales feuilletées. L'aération procure un taux de transfert d'oxygène 3,5 fois supérieur et une densité cellulaire trois fois supérieure à un Spinner standard en verre. Ces résultats sont similaires à ceux obtenus par le Wave bioreactor. Ce système est donc également applicable à la culture de cellules animales.